# Apomys sierrae
Il topo di foresta della Sierra Madre (Apomys sierrae  Heaney & Al., 2011) è un roditore della famiglia dei Muridi endemico dell'isola di Luzon, nelle Filippine.

## Descrizione

### Dimensioni
Roditore di piccole dimensioni, con la lunghezza totale tra 262 e 296 mm, la lunghezza della coda tra 124 e 154 mm, la lunghezza del piede tra 34 e 39 mm, la lunghezza delle orecchie tra 18 e 21 mm e un peso fino a 110 g.

### Aspetto
Le parti superiori variano dal marrone scuro con riflessi color ruggine al marrone con riflessi giallastri, mentre le parti ventrali sono grigie con la punta dei singoli peli bianca. Le orecchie sono chiare. Il dorso dei piedi è bianco e cosparso di pochi peli scuri. La coda è lunga quanto la testa ed il corpo, è marrone scura sopra e bianca sotto.

## Biologia

### Comportamento
È una specie terricola e notturna.

### Alimentazione
Si nutre di vermi e semi.

## Distribuzione e habitat
Questa specie è diffusa sull'isola di Luzon e sulla piccola isola di Palaui, lungo le sue coste settentrionali.
Vive nelle foreste montane, foreste muschiose, foreste secondarie di pianura e foreste di Dipterocarpus tra 475 e 1.800 metri di altitudine.

## Conservazione
Questa specie, essendo stata scoperta solo recentemente, non è stata sottoposta ancora a nessun criterio di conservazione.